# Liste der Bodendenkmale in Letschin
In der Liste der Bodendenkmale in Letschin sind alle Bodendenkmale der brandenburgischen Gemeinde Letschin und ihrer Ortsteile aufgelistet. Grundlage ist die Veröffentlichung der Landesdenkmalliste mit dem Stand vom 31. Dezember 2020.
Die Baudenkmale sind in der Liste der Baudenkmale in Letschin aufgeführt.

## Bodendenkmale
| Gemarkung                   | Flur | Kurzansprache | Bodendenkmalnummer | Bemerkung | Bild |
| --------------------------- | ---- | --- | ------------------ | --------- | ---- |
| Kiehnwerder (Lage)          | 1    | Siedlung Eisenzeit, Gräberfeld Eisenzeit                                                                                                  | 60312              |           |      |
| Neu Rosenthal (Lage)        | 1    | Siedlung Neolithikum, Siedlung römische Kaiserzeit                                                                                        | 60415              |           |      |
| Kienitz (Lage)              | 3, 6 | Burgwall slawisches Mittelalter, Siedlung slawisches Mittelalter, Siedlung Urgeschichte, Dorfkern deutsches Mittelalter, Dorfkern Neuzeit | 60314              |           |      |
| Kienitz (Lage)              | 1    | Siedlung Bronzezeit | 60316              |           |      |
| Kienitz (Lage)              | 1    | Siedlung römische Kaiserzeit, Gräberfeld Bronzezeit, Siedlung Bronzezeit, Siedlung Eisenzeit                                              | 60317              |           |      |
| Kienitz, Wilhelmsaue (Lage) | 5, 1 | Siedlung slawisches Mittelalter | 60318              |           |      |
| Letschin (Lage)             | 1    | Siedlung römische Kaiserzeit | 60351              |           |      |
| Letschin (Lage)             | 5    | Siedlung römische Kaiserzeit | 60352              |           |      |
| Letschin (Lage)             | 3    | Siedlung römische Kaiserzeit | 60353              |           |      |
| Letschin (Lage)             | 1    | Siedlung römische Kaiserzeit | 60354              |           |      |
| Letschin (Lage)             | 4    | Dorfkern deutsches Mittelalter, Dorfkern Neuzeit                                                                                          | 60355              |           |      |
| Ortwig (Lage)               | 2    | Friedhof Mittelalter, Siedlung slawisches Mittelalter                                                                                     | 60424              |           |      |
| Ortwig (Lage)               | 3    | Dorfkern deutsches Mittelalter, Dorfkern Neuzeit, Siedlung slawisches Mittelalter                                                         | 60725              |           |      |
| Ortwig (Lage)               | 2    | Siedlung slawisches Mittelalter | 60880              |           |      |
| Sietzing (Lage)             | 1    | Gräberfeld Eisenzeit | 60503              |           |      |
| Sietzing (Lage)             | 1    | Siedlung Eisenzeit, Gräberfeld Eisenzeit, Siedlung römische Kaiserzeit                                                                    | 60504              |           |      |
| Sietzing (Lage)             | 1    | Siedlung Urgeschichte | 60505              |           |      |
| Sietzing (Lage)             | 1    | Gräberfeld Eisenzeit | 60506              |           |      |
| Sietzing (Lage)             | 1    | Siedlung Neolithikum, Siedlung slawisches Mittelalter, Siedlung Bronzezeit, Siedlung Eisenzeit                                            | 60507              |           |      |
| Steintoch (Lage)            | 2    | Siedlung römische Kaiserzeit | 60508              |           |      |
| Steintoch (Lage)            | 2    | Siedlung römische Kaiserzeit | 60509              |           |      |
| Wollup (Lage)               | 1    | Siedlung deutsches Mittelalter, Siedlung Neuzeit, Einzelfund Bronzezeit                                                                   | 60510              |           |      |